# Comuna Bujanî, Horohiv
Bujanî (în ucraineană Бужани) este o comună în raionul Horohiv, regiunea Volînia, Ucraina, formată din satele Bujanî (reședința) și Rjîșciv.

## Demografie
Componența lingvistică a satului Bujanî
     Ucraineană (99,76%)
     Alte limbi (0,18%)
Conform recensământului din 2001, majoritatea populației satului Bujanî era vorbitoare de ucraineană (99,76%), existând în minoritate și vorbitori de alte limbi.